# Războiul din Nagorno-Karabah
Războiul din Nagorno-Karabah (de asemenea Primul război din Karabahul de Munte) a fost un conflict armat care a avut loc la sfârșitul anilor 1980 și până în 1994, în enclava Nagorno-Karabah din sud-vestul Azerbaidjanului, între majoritatea etnicilor armeni din Nagorno-Karabah susținuți de Republica Armenia, și Republica Azerbaidjan. Odată cu desfășurarea războiului, Armenia și Azerbaidjan, ambele foste republici sovietice, s-au implicat într-un război prelungit, nedeclarat în zona muntoasă Karabah. Azerbaidjan a încercat să tempereze mișcarea secesionistă din Nagorno-Karabah, dar parlamentul enclavei a votat unificarea cu Armenia. Referendumul a fost boicotat de populația azeră a regiunii Nagorno-Karabah, majoritatea alegătorilor au votat pentru independență. Cererea de unificare cu Armenia a început relativ pașnic, cu toate acestea, în următoarele luni, odată cu iminenta dezintegrare a Uniunii Sovietice s-a extins treptat într-un conflict din ce în ce mai violent între etnicii armeni și azeri, rezultând în final în cereri de epurări etnice din partea ambelor părți.
Ciocnirile interetnice între cele două părți au izbucnit la scurt timp după ce parlamentul Regiunii Autonome Nagorno-Karabah (NKAO) în Azerbaidjan a votat în favoarea unificării regiunii cu Armenia la 20 februarie 1988. Circumstanțele dizolvării Uniunii Sovietice au facilitat mișcarea separatistă armeană în Azerbaidjanul sovietic. Declarația de secesiune din Azerbaidjan a fost rezultatul final al conflictului teritorial. 
Când Azerbaidjanul și-a declarat independența față de Uniunea Sovietică și a îndepărtat puterile deținute de guvernul enclavei, majoritatea armeană a votat secesiunea de Azerbaidjan și a proclamat nerecunoscuta Republica Karabahul de Munte. 
În  iarna anului 1992 conflictul s-a generalizat. Medierile internaționale încercate de mai multe grupuri, printre care și cea a OSCE au eșuat, neputând să găsească o soluție acceptabilă ambelor părți. În primăvara anului 1993, forțele armeene au capturat regiuni din afara enclavei în sine, apărând pericolul implicării altor țări din regiune . Până la sfârșitul războiului, în 1994, armenii au obținut controlul deplin pentru majoritatea enclavei și, de asemenea, dețin și în prezent și controlează aproximativ 9% din teritoriul Azerbaidjanului, aflat în afara enclavei. Ca urmare a conflictului, au fost mutați 230.000 de armeni din Azerbaidjan și 800.000 de azeri din Armenia și Karabah.
În mai 1994 Armenia și Azerbaidjan a semnat un acord de încetare a focului negociat de ruși și mediat de OSCE, care este în vigoare și astăzi.

## Premise

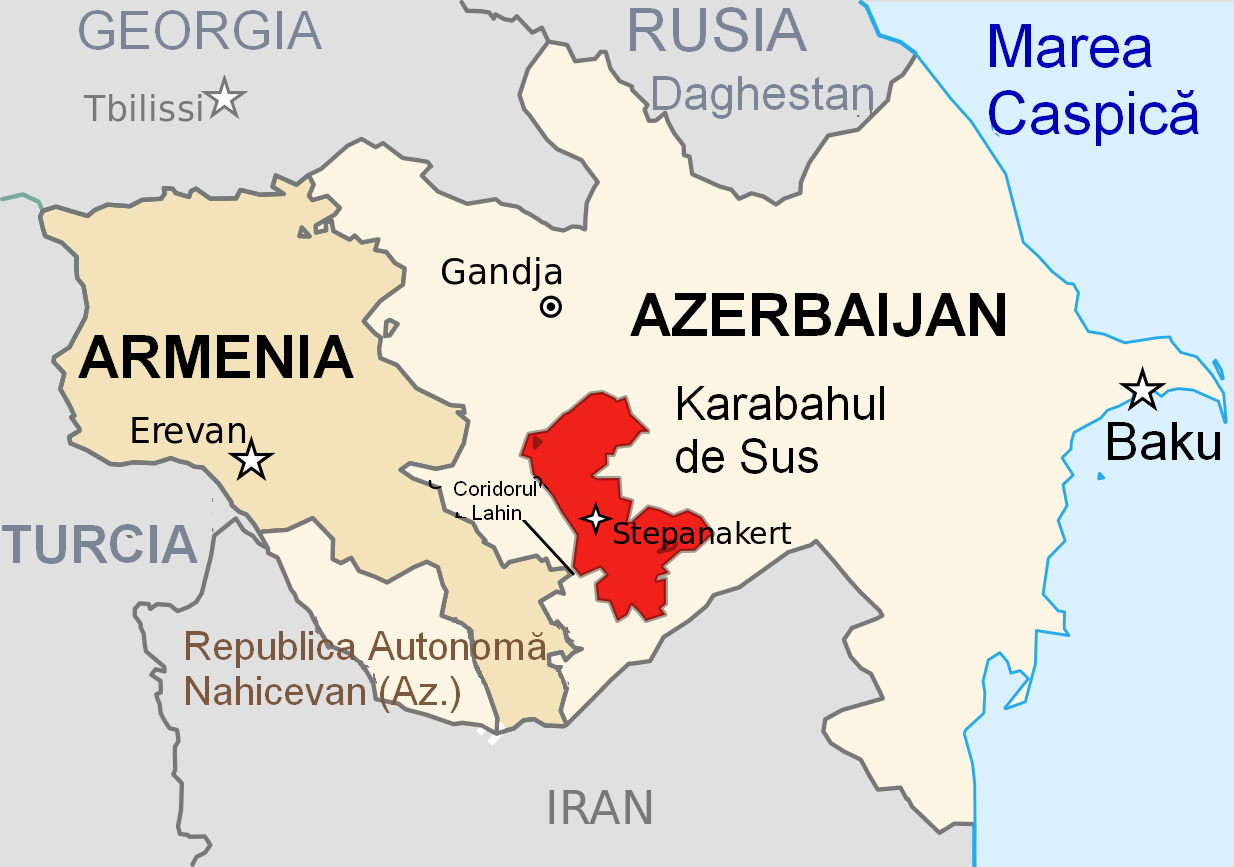
Harta regiunii Nagorno-Karabah